# Narsinghgarh
Narsinghgarh é uma cidade e um município no distrito de Rajgarh, no estado indiano de Madhya Pradesh.

## Geografia
Narsinghgarh está localizada a 23° 42′ N, 77° 06′ L. Tem uma altitude média de 483 metros (1 584 pés).

## Demografia
Segundo o censo de 2001, Narsinghgarh tinha uma população de 27 657 habitantes. Os indivíduos do sexo masculino constituem 52% da população e os do sexo feminino 48%. Narsinghgarh tem uma taxa de literacia de 66%, superior à média nacional de 59,5%: a literacia no sexo masculino é de 73% e no sexo feminino é de 57%. Em Narsinghgarh, 15% da população está abaixo dos 6 anos de idade.